# Древняя Германия

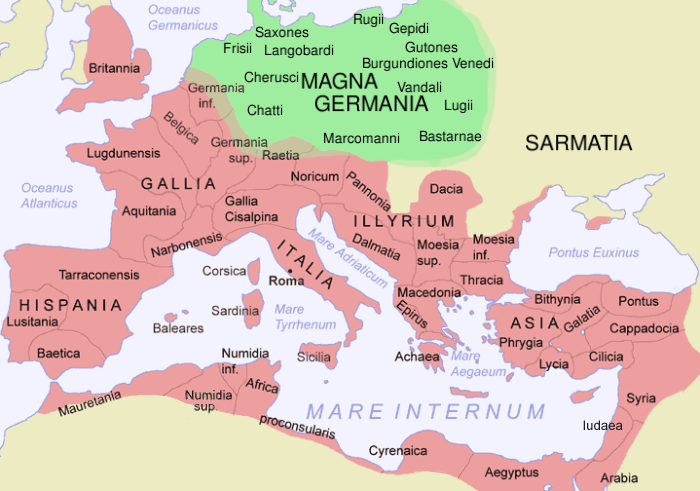
Территория Великой Германии (Germania Magna).

Герма́ния (лат. Germania) — термин, которым Гай Юлий Цезарь (в «Записках о Галльской войне») и Корнелий Тацит (в трактате «О происхождении германцев») обозначали область проживания германских племён (ориентировочно между Маасом и Неманом). 
Этот латинский топоним стал впоследствии названием крупнейшей страны Центральной Европы. Во времена Октавиана Августа римляне завоевали часть Германии, временно до Эльбы. В конце I века до н. э. они были в состоянии контролировать пространство между верхним Рейном и Дунаем (так называемыми Декуматскими полями (Agri Decumates)). Затем были созданы две новые провинции: Верхняя Германия и Нижняя Германия.

## История

Римская Германия, 9 год

Первые попытки захвата предпринял Юлий Цезарь, продвинувшийся в долину реки Мёзы, а позже, форсировав Рейн, — до Рура. До 16 года до н. э. Часть Германии была провинцией Косматая Галлия (лат. Gallia Cosmata). В 12 году до н. э. была начата масштабная германская кампания Нерона Клавдия Друза, получившего титул Германика. Границы империи были расширены до Альбиса (Эльбы) и к 9 году до н. э. большинство племён были покорены. Его дело продолжил Тиберий. Октавиан Август, воодушевлённый этой деятельностью, хотел создать Великую Германию (Germania Magna) между Альбисом и Рейном, однако ряд племён продолжали бороться против присвоения их территории статуса провинции.
В 16 — 13 годах до н. э. в Белгике (Gallia Belgica) были созданы военные зоны Нижняя (Inferior) и Верхняя (Superior) Германия. До 83/84 годов, когда Домициан преобразовал зоны в самостоятельные провинции, формально командиры армий на Нижнем и Среднем Рейне подчинялись прокуратору Бельгийской Галлии. Естественной границей между двумя областями стал Рейн, превратившийся в хорошо укреплённый рубеж (лимес). Рейнская граница была одной из самых нестабильных в империи, поэтому Рим держал там сильные гарнизоны. Однако приблизительно с 103 года и до конца IV века её стали защищать всего два легиона — I Minervia в Бонне и VI Victrix в Кастре Ветере, позднее ставшие известны как «нижнегерманское войско» (лат. exercitus Germanicus Inferior, EXEGERINF). Около 400 года Стилихон перевёл почти весь оставшийся гарнизон в Италию, и в Германии остались лишь небольшие подразделения.

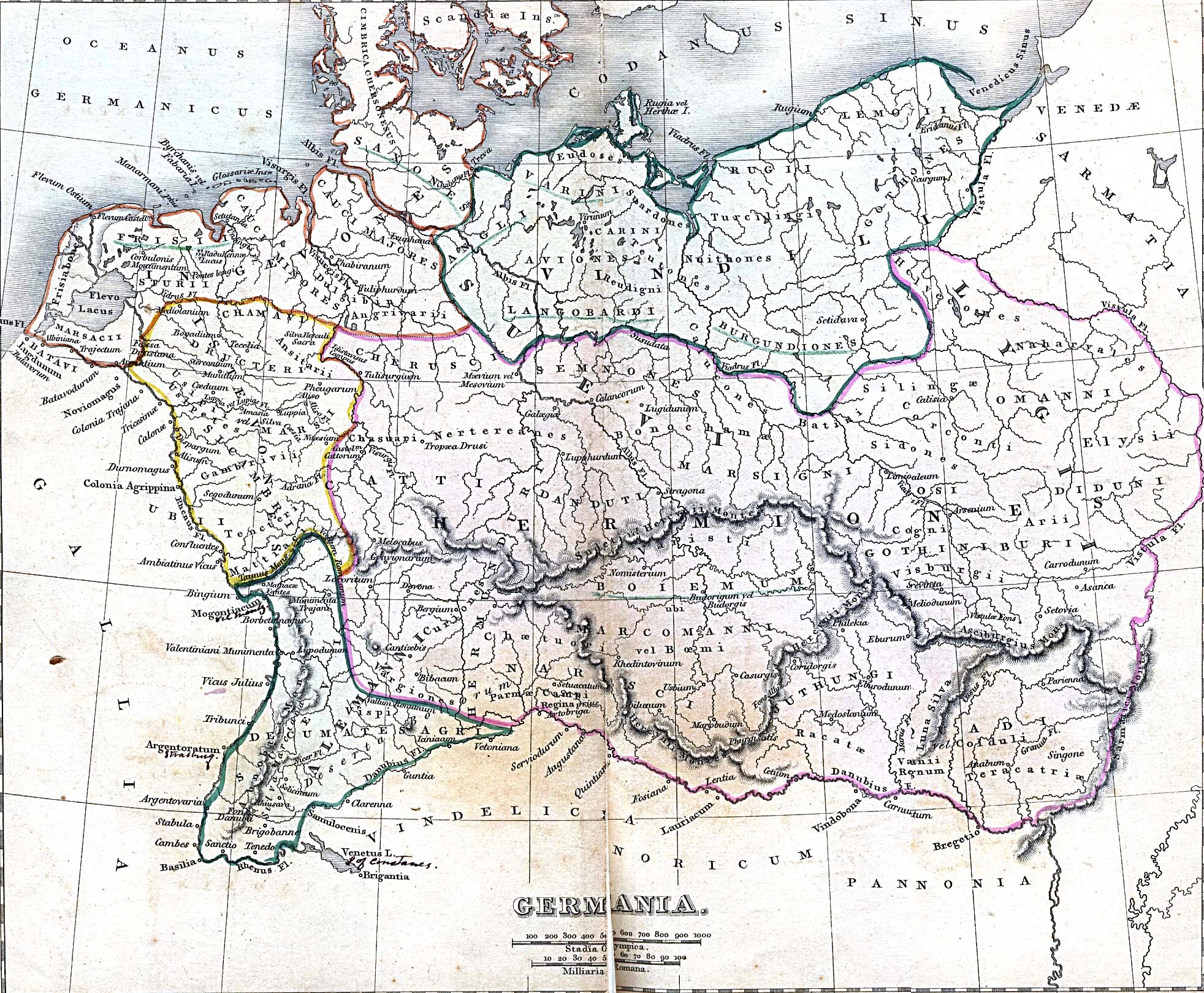
Карта древней Германии, созданная в 1849 году.

## Управление
Обе провинции были императорскими и управлялись пропреторским легатом. Административными центрами Верхней Германии были столица, Колония Агриппины (Кёльн), Форум Адриана, Новиомаг (Шпайер) и Колония Ульпия Траяна, а также главный город союзных Риму фризиавонов Гануэнта (Норд-Бевеланд). Главным городом Нижней Германии был Могонциак (Майнц).

## Экономика
Большинство коренных германцев были земледельцами, но были также и скотоводы-пастухи, главным образом на побережье Северного моря. Вдоль побережья были посёлки рыбаков. Основными сельскохозяйственными культурами были пшеница, ячмень, овёс и рожь, на экспорт в Рим шли в частности мёд, янтарь, перья, пух, скот, шкуры, дублёная кожа и рабы. Самими римлянами была введена новая технология по добыче цинка; в рейнской долине добывалась первосортная гончарная глина.